# Ghiacciaio Lucy
Il ghiacciaio Lucy è un ampio ghiacciaio tributario lungo oltre 60 km situato nella regione meridionale della Terra di Oates, nell'Antartide orientale. Il ghiacciaio, il cui punto più alto si trova a quasi 2000 m s.l.m., si trova nell'entroterra della costa di Shackleton ed ha origine dall'Altopiano Antartico e dal nevaio Olsen, da cui fluisce in direzione sud-est scorrendo lungo il versante occidentale della dorsale Cobham fino a unire il proprio flusso a quello del ghiacciaio Nimrod.

## Storia
Il ghiacciaio Lucy è stato così battezzato dai membri della squadra della spedizione di ricognizione antartica neozelandese svolta nel periodo 1964-65 deputata all'esplorazione di quest'area in onore di W. R. Lucy, supervisore dei progetti della base di ricerca Scott nella stagione 1963-64, il quale prese anche parte alla suddetta spedizione.
Il 31 dicembre 1993, un Hercules LC-130 si schiantò sul ghiacciaio Lucy, vicino al monte Isbell. Il velivolo stava tornando dopo aver recuperato un gruppo di ricercatori dell'Università del Wisconsin a Milwaukee che aveva trascorso sei mesi studiando la geologia delle montagne tra il ghiacciaio Nimrod e il ghiacciaio Byrd.